# Belmonte Castello
Belmonte Castello è un comune italiano di 658 abitanti della provincia di Frosinone nel Lazio.

## Geografia fisica

### Territorio
Belmonte Castello si trova in una stretta valle (Valle di Clia) che collega la val di Comino con il Cassinate, sulla cima di un colle a 369 m s.l.m. A nord-est di Belmonte Castello si trova il monte Morrone, 1.059 m s.l.m., la cima più alta nel territorio comunale, dove ricadono anche le pendici del colle Abate.
Sotto il paese scorre il rio Secco, affluente di destra del fiume Rapido.

### Clima
Classificazione climatica: zona D, 18O4 GR/G

## Storia
Il territorio tradizionalmente Sannita, poi Romano fino alla caduta dell'impero, nel primo medioevo seguì le sorti del Principato di Capua.
La storia di Belmonte, dal latino Bellus Mons, che nel 1862 diventò Belmonte Castello, è legata a quella della vicina Atina, cui appartenne amministrativamente fino al 1819, quando diventò casale di Terelle, fino a quando divenne comune autonomo nel 1851, per decreto del re Ferdinando II delle Due Sicilie.

## Monumenti e luoghi d'interesse

### Architetture religiose
- Chiesa di San Nicola
- Chiesa di Santa Maria Assunta in Cielo
- Chiesa del Carmine
- Chiesa di San Venditto

### Architetture militari
- Torre e cinta muraria

### Siti archeologici
- Resti dell'acquedotto romano in località Costa Campopiano[4]

## Società

### Evoluzione demografica
Abitanti censiti

### Religione
Il comune, fino all'anno 2014, ricadeva nell'abbazia territoriale di Montecassino.
Con la bolla Contemplationi faventes del 23 ottobre 2014 papa Francesco, applicando il motu proprio Catholica Ecclesia del 23 ottobre 1976, ha ridotto il territorio dell'abbazia territoriale alla sola chiesa abbaziale ed al monastero, con le immediate pertinenze. Il resto dell'antico territorio, compreso il comune di Belmonte Castello, è passato alla diocesi di Sora-Aquino-Pontecorvo, che contestualmente ha mutato il proprio nome in quello di Sora-Cassino-Aquino-Pontecorvo.

## Cultura

### Cucina
Vini DOC
Il territorio comunale è luogo di produzione di alcuni vini regolamentati dal disciplinare Atina DOC.

## Infrastrutture e trasporti

### Strade
A fondo valle, nel territorio comunale, si trova la strada regionale 509 Forca d'Acero (SR 509), già strada statale, che collega Belmonte Castello ad Atina e Sant'Elia Fiumerapido.

## Economia
Di seguito la tabella storica elaborata dall'Istat a tema Unità locali, intesa come numero di imprese attive, ed addetti, intesi come numero di addetti delle imprese locali attive (valori medi annui).
|                   | 2015                  |                              |                            |                |                       |                     | 2014                  |                | 2013                  |                |
| ----------------- | --------------------- | ---------------------------- | -------------------------- | -------------- | --------------------- | ------------------- | --------------------- | -------------- | --------------------- | -------------- |
|                   | Numero imprese attive | % Provinciale Imprese attive | % Regionale Imprese attive | Numero addetti | % Provinciale Addetti | % Regionale Addetti | Numero imprese attive | Numero addetti | Numero imprese attive | Numero addetti |
| Belmonte Castello | 34                    | 0,10%                        | 0,01%                      | 71             | 0,07%                 | 0,005%              | 36                    | 79             | 3                     | 71             |
| Frosinone         | 33.605                |                              | 7,38%                      | 106.578        |                       | 6,92%               | 34.015                | 107.546        | 35.081                | 111.529        |
| Lazio             | 455.591               |                              |                            | 1.539.359      |                       |                     | 457.686               | 1.510.459      | 464.094               | 1.525.471      |

Nel 2015 le 34 imprese operanti nel territorio comunale, che rappresentavano lo 0,1% del totale provinciale (33.605 imprese attive), hanno occupato 71 addetti, lo 0,07% del dato provinciale; in media, ogni impresa nel 2015 ha occupato poco più di due addetti (2,09).

## Amministrazione
Nel 1852 Belmonte ottiene l'autonomia da Terelle, di cui era frazione, e nel 1862 cambia denominazione in Belmonte Castello.
Nel 1927, a seguito del riordino delle circoscrizioni provinciali stabilito dal regio decreto n. 1 del 2 gennaio 1927, per volontà del governo fascista, quando venne istituita la Provincia di Frosinone, Belmonte Castello passò dalla provincia di Terra di Lavoro a quella di Frosinone.
| Periodo       | Periodo       | Primo cittadino     | Partito      | Carica  | Note |
| ------------- | ------------- | ------------------- | ------------ | ------- | ---- |
| 5 aprile 2005 | 30 marzo 2010 | Ermanno Giannandrea | Lista Civica | Sindaco |      |
| 30 marzo 2010 | in carica     | Antonio Iannetta    | Lista Civica | Sindaco |      |

### Altre informazioni amministrative
- Fa parte della Comunità montana Valle di Comino.
- Fa parte dell'Unione dei comuni "Cominium"